# Агра
 За италианското село вижте Агра (Италия).  За музикалната група вижте Агра (вокално трио).
Агра е град на брега на река Ямуна в индийския щат Утар Прадеш, на около 210 километра южно от столицата Делхи и на 330 километра западно от столицата на щата Лакнау. С население от приблизително 1,6 милиона души, Агра е четвъртият по население град в Утар Прадеш и двадесет и третият по население град в Индия.
Забележителният исторически период на Агра започва по време на управлението на Сикандар Лоди, но златният век на града започва с управлението на Моголите. Агра е бил най-важният град на Индийския субконтинент и столица на Моголската империя при императорите на Моголите Бабур, Хумаюн, Акбар, Джахангир и Шах Джахан. Под управлението на моголите, Агра се превръща в център за обучение, изкуства, търговия и религия, изгражда се крепостта Агра, Сикандра и най-ценния паметник на Агра, Тадж Махал, построен от Шах Джахан като мавзолей за любимата му императрица. С упадъка на империята на Моголите в края на XVIII век, градът пада последователно под владението на Маратас, а по-късно на Източноиндийската компания. След независимостта, Агра се превръща в индустриален град с процъфтяваща туристическа индустрия, заедно с производство на обувки, кожа и други. Тадж Махал и крепостта Агра са обекти на ЮНЕСКО, част от световното наследство. Градът се отличава с мека зима, горещо и сухо лято и сезон на мусоните и е известен със своята кухня Mугхлай. Агра е включена в туристическата верига Златен триъгълник, заедно с Делхи и Джайпур; и Арката на наследството на Утар Прадеш, туристическа верига на Утар Прадеш, заедно с Лакнау и Варанаси.

## История на града

### Моголска ера
Златният век на града започва с Моголите. Агра е най-важният град на субконтинента и столица на Моголската империя до 1658 г., когато Аурангзеб премества целия двор в Делхи.
Бабур (управлявал 1526–30), основателят на династията на Моголите, завладява Агра, след като побеждава лодите и томарите от Гуалиор в Първата битка при Панипат през 1526 г. Връзката на Бабур с Агра започва веднага след битката при Панипат. Той изпраща сина си Хумаюн, който окупира града без съпротива. Раджата на Гуалиор, убит в Панипат, е оставил семейството си и главите на клана си в Агра. В знак на благодарност към Хумаюн, който се отнаса великодушно към тях и ги защитава от плячкосване, те му подаряват голямо количество бижута и скъпоценни камъни в знак на почит. Сред тях е известният диамант Koхинор. Бабур оформя първата официална моголска градина в Индия, Арам Баг (или Градината на релаксацията) на брега на река Ямуна.

### След независимостта и Моголско наследство
След независимостта на Индия, Агра е част от Утар Прадеш и постепенно се развива в индустриален град със значителен принос за икономиката на Утар Прадеш. Сега градът е популярна туристическа дестинация и е домакин на туристи от цял свят. Тадж Махал и крепостта Агра получават статут на ЮНЕСКО за обекти на световното наследство през 1983 г. Тадж Махал е свидетел на туристи, фотографи, историци и археолози в огромен брой през цялата година. Тадж Махал се превръща в символ на Индия и нейната мека сила. След обявяването на независимостта Тадж Махал е посещаван от световни лидери като президентите на САЩ Дуайт Айзенхауер (1959 г.), Бил Клинтън (2000 г.) и Доналд Тръмп (2020 г.). Кралица Елизабет II посещава Тадж Махал през 1961 г. по време на посещението си в Индия. Тадж Махал е посетен и от руския президент Владимир Путин (1999 г.), китайския президент Ху Дзинтао (2006 г.), израелския премиер Бенямин Нетаняху (2018 г.) и канадския министър-председател Джъстин Трюдо (2018 г.). Агра е родното място на вече изчезналата религия, известна като Дин-и-Илахи, която е основана от Акбар, а също и на вярата на Радхасвами, която има около два милиона последователи по целия свят. Агра е включена в туристическата верига Златен триъгълник, заедно с Делхи и Джайпур; и Арката на наследството на Утар Прадеш, туристическа верига на Утар Прадеш, заедно с Лакнау и Варанаси.

## Туризъм
Могулските императори оставят след себе си величествени архитектурни паметници, които днес привличат туристи от цял свят. Най-известни са Червената крепост и гробниците на Мумтаз Махал (Тадж Махал), на Гхияс Бег и на Акбар. Важен кръстопът и жп възел. Аерогарата се намира на 8 км от града. Търговски и промишлен център. Развити са художествените занаяти, също така текстилната, памукоочистителната и хранителната промишленост. Има университет.